# Julia Gliwa
Julia Gliwa (ur. 29 maja 2002) – polska siatkarka, grająca na pozycji przyjmującej.
Jest córką siatkarki Agnieszki Wołoszyn

## Sukcesy klubowe

### młodzieżowe
Mistrzostwa Polski Kadetek:
- 2018[7]
- 2019

Mistrzostwa Polski Juniorek:
- 2020[8]
- 2021[9]